# الجمعية الودادية للحكام التونسيين
الجمعية الودادية للحكام التونسيين هي جمعية مهنية تونسية قديمة. تأسست الجمعية في 18 يوليو 1946 من قبل مجموعة من القضاة على رأسهم القاضي محمد بن عمار.

في 11 فبراير 1990، أصبح اسمها جمعية القضاة التونسيين.

## التاريخ
قدمت الجمعية نظامها القانوني في 22 مارس 1946، إلا أن سلطات الاحتلال الفرنسي ترددت في منحها التأشيرة القانونية، بالرغم من أن السلطات الفرنسية أنذاك ليس لها أي حق قانوني للاعتراض على تكوينها، سوى مكانتهم في الحكم. وضع الجمعية القانوني كان غامضا: هل هي رابطة تعاونية مثل ما يذكره الفصل الثاني من قانونها الأساسي، وستخضع حينها سيخضع للمرسوم المؤرخ في 6 أغسطس 1936 المتعلق بالجمعيات، أم هي نقابة مهنية، تخضع لمرسوم 1932 المتعلق بالنقابات المهنية.

تطمح هذه الجمعية الودادية إلى إعادة تجميع القضاة التونسيين في وظائفهم وتهدف إلى تعزيز روابط التضامن بين القضاة وتقديم المساعدة لأعضائها المحتاجين.

كما تناضل الجمعية من أجل استقلال القضاء وعدم تدخل السلطة التنفيذية في القضايا الموكلة إليه، فضلا عن المساواة بين القضاة التونسيين والفرنسيين.

قدمت الجمعية بيان إلى وزير الخارجية الفرنسي للاحتجاج على أحداث 18 يناير 1952، ومعارضة القرار الذي يمس بالسيادة التونسية وقضاءه.

## المكاتب
في 6 ديسمبر 1946، أقامت الجمعية الودادية أول مجالسها، حيث ترأسه محمد بن عمار. يتكون المجلس من الأعضاء الآتي ذكرهم:
| - محمد المالكي. - محمد الحليوي. - موسى الكاظم بن عاشور. - الطاهر مامي. | - الصادق الجزيري. - عبد الباقي بوفايد. - الأمين بن عبد الله. - محمد العنابي. | - الحبيب زيتونة. - الهادي مداني. - محمد بن الشيخ صالح المالكي. |

في 20 يناير 1954، انتخب القضاة مكتاب جديدا، وأعضاؤه هم:
| - محمد بن عمار: رئيس. - موسى الكاظم بن عاشور: نائب الرئيس. - محمد العنابي: سكرتير. - محمد بن سلامة: سكرتير. | - محمد الحليوي: أمين الصندوق العام. - محمود العنابي: مساعد أمين الصندوق. - محمد المالكي: مساعد. - عبد الله المهذبي: مساعد. | - محمد الوصيف: مساعد. - محمد كريفة: مساعد. - عمارة ورير: مساعد. - الهادي مداني: مساعد. |

## التعددية
من 1946 وحتى السنوات 1970، كانت الودادية الهيكل الوحيد الذي يمثل القضاة في البلاد. إلا أن مجموعة من القضاة الشباب دعوا إلى التعددية التمثيلية في هذه المهنة، ولذلك أسسوا في 12 نوفمبر 1971، جمعية القضاة الشبان التونسيين. تم حل هذه الجمعية في 15 أبريل 1985 بقرار من المحكمة الإدارية بطلب من الحكومة التونسية.

جمعية ودادية الحكام التونسيين، هي الممثل التاريخي للقضاة في تونس، أعيد إحياؤها في 11 فبراير 1990 تحت اسم جمعية القضاة التونسيين، لتصبح بذلك الهيكل الوحيد الممثل للسك القضائي في تونس.

## مقالات ذات صلة
- جمعية القضاة التونسيين
- نقابة القضاة التونسيين